# لافلش
لافلش. (بالفرنسية: La Flèche)‏، هي بلدية فرنسية في فرنسا تقع في جنوب لإقليم سارت في منطقة بايي دو لا لوار.

## توأمة
للافلش اتفاقيات توأمة مع كل من:
- أوبرنكيرشن
- تشبنهام
- ماركالا
- Złotów [الإنجليزية]‏
- Thury-Harcourt [الإنجليزية]‏

## أعلام
- بول دو كونستنت
- ميشال فيرلوجو
- فرانسواز دي ألونسون
- جان بيكار
- إتيان نويل
- بيير روجر
- باول غوثير